# キリアコス・ミツォタキス
キリアコス・ミツォタキス（ギリシャ語: Κυριάκος Μητσοτάκης, ラテン文字転写: Kyriakos Mitsotakis、1968年3月4日 - ）は、ギリシャの政治家。2019年以降は同国首相を務めているが、2023年5月21日の選挙では選挙制度が変更されたこともあり与党が過半数割れとなったためミツォタキスは再選挙を選択し、2023年5月25日より6月26日まで暫定の選挙管理内閣に首相職を引き継いだ。新民主主義党党首。

## 概要
アテネ出身。政治家の家系出身であり、父は1990年から1993年まで首相を務めたコンスタンディノス・ミツォタキス、姉は2006年から2009年まで外相を務めたドラ・バコヤンニである。
2004年にミツォタキスはギリシャ議会議員となった。2015年7月にアントニス・サマラスが新民主主義党の党首を辞任すると、ヴァンゲリス・メイマラキスがサマラスのケアテイカーとして暫定党首となったが、翌2016年1月の代表選挙を制してミツォタキスが新民主主義党の党首となった。
新民主主義党の代表に選ばれたミツォタキスは、急進左派連合（Syriza）政権による人気取り的方法論を批判し、自身は「常識的手法」で政治に望むとしている。急進左派連合に批判的であり、「Syrizaの構成員の幾らかは銀行が1週間閉じることは小さなしゃっくりだと思っている。もちろんそれは小さなしゃっくりではなく大きなショックである。Syrizaがそのようなビジネス観を持っていることは一般人からすれば驚くべきことだろうが、それは驚くべきことではない。というのもSyrizaの党員の多くは民間企業で働いた経験が無いからだ。」と述べている。
2019年7月7日に繰り上げ実施された総選挙では新民主主義党が過半数を獲得して政権を奪回し、これを受けて翌8日にミツォタキスが新首相に就任した。2023年5月21日に執行されたギリシャ議会総選挙では選挙制度が変更されたこともあり、新民主主義党は146議席を獲得し再び第1党となったものの過半数には届かず、翌22日にはカテリナ・サケラロプル大統領より新内閣樹立の機会を提案されたが再選挙を行うためこれを辞退した。2野党党首も新内閣樹立を拒否したため5月24日、再選挙を6月25日に行うことを決定し、それまではイオアンニス・サルマス会計監査院長官を首班とする選挙管理内閣に政権を引き継いだ。再選挙の結果、新民主主義党は過半数の148議席を獲得し圧勝。26日に第2次内閣が発足した。
- スウェーデンのアンナ・キンバーグ・バトラ穏健党党首と（2016年3月17日）
- スペインのマリアーノ・ラホイ・ブレイ首相と（2017年3月9日）
- フィンランドのサンナ・マリン首相と（2022年4月28日）